# 裕祥
裕祥（1851-1903），字吉臣，舒穆禄氏，内务府满洲镶黄旗人。清朝官员，進士出身。

## 生平
廩膳生出身。同治十二年（1873年），鄉試中舉。光緒二年（1876年）恩科進士，以內閣中書用。光緒三年，滿本堂中書、國史館校對官。光緒五年，任右春坊右贊善。光緒八年，改右中允、左中允。光緒十年，任廣西右江道。光緒十四年，任陝西按察使。光緒十五年，任甘肅按察使，后署甘肅布政使。光緒二十一年，任雲南布政使。光緒二十三年（1897），任雲南巡撫。次年（1898），任成都將軍。光绪二十五年（1899）病免。
“成都将军裕祥，字吉臣，念旗人生计艰，月出奉金五百，规湘军选练旗兵三百人”（据《康区藏族社会珍稀资料辑要》）。光绪二十五年成都将军裕祥奏：拟从成都驻防闲散中推取年壮身强灵捷之人，以四百为率编成一营，以新操法训练（据《满族论丛》，1986）。著有《清风堂集》。

## 家庭
- 曾祖五達塞，内务府员外郎。妻希塔勒氏。
- 祖父和明，圆明园郎中、苏州织造。妻瓜尔佳氏。
- 父普琳，上驷院卿、长芦盐政。嫡母戴氏，生母郑氏。
- 胞叔伯庆琛，圆明园郎中、淮安关监督。庆伦，护军统领、杭州织造。庆瑜，内务府员外郎、湯泉行宮总管。
- 胞兄裕祬（又裕絰，字敬亭），光緒十六年（1890年）庚寅恩科进士。嫡妻李氏（父内务府正白旗汉军、道光二十五年进士豊安，曾祖李海慶娶金佳氏（父正黄旗满洲、吏部尚书金簡，姑母金佳氏封清高宗之淑嘉皇貴妃），高祖乾隆丁巳科进士李質穎；胞姊李氏嫁内务府正白旗汉军、内务府都虞司員外郎兼镶黄旗公中佐领尚承澤（父道光戊戌科進士延恆；胞叔延懌之女尚氏，系正蓝旗汉军進士胡俊章之儿媳）；胡俊章与裕祥系光緒二年丙子恩科進士同榜）。继妻何氏（胞兄正黄旗满洲庆煜、护军参领庆焜）。
- 胞兄裕福，护军参领。
- 子魁善。